# Бабочкін Борис Андрійович
Бори́с Андрі́йович Ба́бочкін (рос. Бори́с Андре́евич Ба́бочкин; 18 січня 1904, Саратов, Російська імперія — 17 липня 1975, Москва) — російський радянський актор і режисер.

## Життєпис
Сценічну діяльність почав 1921. З 1926 працював у театрах Ленінграда. Член КПРС з 1948. У 1952–1953 був головним режисером Московського театру ім. Пушкіна; з 1954 — актор і режисер Малого театру. В кіно почав зніматися 1927.
Серед найкращих ролей Бабочкіна: Влас («Дачники» Горького), Самозванець («Борис Годунов» Пушкіна), Клавєров («Тіні» Салтикова-Щедріна).
Похований на Новодівочому кладовищі.

## Фільмографія
- 1932: «Повернення Нейтана Беккера» / Возвращение Нейтана Беккера — Микулич
- 1934: «Чапаєв» / Чапаев — Василь Чапаєв
- 1947: «Повість про «Несамовитого»» / Повесть о «Неистовом» — Нікітін
- 1950: «Велика сила» / Великая сила — Лавров
- 1959: «Аннушка» / Аннушка — Іван Іванович
- 1966: «Дачники» / Дачники — Петро Іванович Суслов, інженер-будівельник

## Нагороди і звання
- Народний артист РРФСР (1935)
- Народний артист СРСР (1963)
- Герой Соціалістичної Праці (1974).
- Сталінська премія, 1941, 1951.